# أبو بكر مهادي
أبو بكر مهادي (بالإنجليزية: Aboubakar Mahadi)‏ (مواليد 29 نوفمبر 1993) هو لاعب كرة قدم من غانا لعب سابقاً في نادي عفيف.